# Jean-Pierre Louis David
Jean-Pierre Louis David est un homme politique français né le 23 mars 1773 à Fontenay-le-Comte (Vendée) et mort le 1er septembre 1830 à Fontenay-le-Comte.
Propriétaire terrien à Saint-Maurice-des-Noues, il est député de la Vendée de 1821 à 1822, siégeant à gauche avec les constitutionnels.

## Sources
« Jean-Pierre Louis David », dans Adolphe Robert et Gaston Cougny, Dictionnaire des parlementaires français, Edgar Bourloton, 1889-1891 [détail de l’édition]